# 쿠니나카 료코
쿠니나카 료코(国仲涼子, くになか りょうこ, 1979년 6월 9일~)는 일본의 배우, 가수이다. 오키나와현 나하시에서 태어났으며, 소속사는 라이징 프로덕션이다.

## 출연 작품

### 텔레비전 드라마
- 《섬머 스노우》(2000년)
- 《츄라상 시리즈》(2001년)
- 《꿈의 캘리포니아》(2002년)
- 《천재 유교수의 생활》(2002년)
- 《생방송은 멈추지 않는다!》(2003년)
- 《모두 옛날에는 아이였다》(2005년)
- 《브라더 비트》(2005년)
- 《결혼 못하는 남자》(2006년)
- 《마루코는 아홉살》(2006년)
- 《호타루의 빛》(2007년)
- 《남자의 가정교육》(2007년)
- 《도쿄 대공습》(2008년)
- 《바람의 가든》(2008년)
- 《세레브와 빈곤 타로》(2008년)
- 《절대그이》 스페셜 (2009년)
- 《로메스》(2009년)
- 《텀블링》(2010년)
- 스페셜 드라마 《스트로베리 나이트》(2010년)
- 《수의사 두리틀》 제4화 (2010년)
- 《고발: 국선 변호인》 제6화 (2011년)
- 《행복해지자》(2011년)
- 《기묘한 이야기 21세기 21번째 특별편》(2011년)
- 《나의 하늘: 형사편》(2011년)
- 《조화의 꿀》(2011년)
- 《늦게 피는 해바라기~나의 인생, 리뉴얼~》(2012년)

### 영화
- 《전차남》(2005년)
- 《그때는 그에게 안부 전해줘》(2007년)
- 《히어로》(2007년)
- 《감염 열도》(2009년)
- 《달링은 외국인》(2010년)
- 《366일》(2025년) - 타마시로 아카리 역